# اشبرتون (بالتیمور)
اشبرتون (به انگلیسی: Ashburton) یک منطقهٔ مسکونی در ایالات متحده آمریکا است که در بالتیمور واقع شده‌است. اشبرتون ۲٬۴۴۶ نفر جمعیت دارد.